# Tsuyoshi Kunieda
Tsuyoshi Kunieda (jap. 国枝 強 Kunieda Tsuyoshi; ur. 18 września 1944) – japoński piłkarz, reprezentant kraju.

## Kariera klubowa
Od 1967 do 1972 roku występował w klubie Toyo Industries.

## Kariera reprezentacyjna
W reprezentacji Japonii zadebiutował w 1969. W sumie w reprezentacji wystąpił w 2 spotkaniach.

## Statystyki
| Reprezentacja Japonii | Reprezentacja Japonii | Reprezentacja Japonii |
| Rok                   | Mecze                 | Gole                  |
| --------------------- | --------------------- | --------------------- |
| 1969                  | 2                     | 0                     |
| Razem                 | 2                     | 0                     |